# Alishan
Alishan (en chinois 阿里山鄉, en hanyu pinyin Ālǐshān Xiāng) est un canton indigène montagnard dans le comté de Chiayi, à Taïwan.

## Géographie

### Situation, relief et géomorphologie
La municipalité d’Alishan est la plus grande municipalité du comté de Chiayi, elle se situe à la frontière orientale du comté. À l'ouest, se trouvent quatre commune rurales : Dapu (大埔), Fanlu (番路), Zhuqi (竹崎) et Meishan (梅山). À l'ouest de la commune a une courte frontière avec la commune rurale de Gukeng (古坑) dans le comté de Yunlin, ainsi qu'au nord avec les communes de Zhushan (竹山) et Xinyi (信義) dans le comté de Nantou. À l'est, Alishan est bordée par les districts (très ruraux) de Tauyuan et de Namasia de la municipalité spéciale de Kaohsiung.
Alishan est extrêmement montagneux et l'altitude varie entre 360 et 3 952 mètres d'altitude. La majorité du canton est occupée par les monts Alishan, une chaîne de montagnes allongée qui s'étend du nord  au sud entre les cantons de Jiji dans le comté de Nantou et le district de Jiaxian, municipalité spéciale de Kaohsiung. À l'est, Alishan possède encore une petite partie des montagnes de Yushan. Et à l'extrême pointe est, à la frontière avec les deux districts ruraux de Nantou et la ville de Kaohsiung, se trouve le Yu Shan, le plus haut sommet de l'île de Taiwan à 3 952 m. Dans les montagnes, s'écoulent les grandes rivières Alishans, Cengwun, Bajhang et Alishan (Cingshuei).

### Climat
Alishan jouit d'un climat montagneux subtropical, avec des conditions extrêmement humides et douces pendant la mousson, lorsque la ville reçoit 3,2 m de pluie en cinq mois et des conditions fraîches et sèches pendant les mois d'hiver. Les températures restent relativement constantes tout au long de l'année, avec seulement des températures sensiblement plus basses pendant les mois d'hiver de décembre à février de l'année suivante. Lorsque les typhons frappent Taïwan pendant la saison des pluies, les précipitations dans les régions montagneuses comme Alishan peuvent dépasser un mètre par jour, soit les précipitations les plus importantes de l'hémisphère nord et ne sont dépassées que dans quelques îles océaniques de l'hémisphère sud, telles que la Réunion.
À Alishan se trouve une station météorologique de l’Agence météorologique taïwanaise, à une altitude de 2 413 m.
| Mois                                  | jan.          | fév.         | mars         | avril        | mai         | juin         | jui.         | août         | sep.         | oct.         | nov.        | déc.        | année           |
| ------------------------------------- | ------------- | ------------ | ------------ | ------------ | ----------- | ------------ | ------------ | ------------ | ------------ | ------------ | ----------- | ----------- | --------------- |
| Température minimale moyenne (°C)     | 3,1           | 4,1          | 6,1          | 8,4          | 10,2        | 11,6         | 11,6         | 11,7         | 11           | 9,1          | 7,4         | 4,6         | 8,2             |
| Température moyenne (°C)              | 6,5           | 7,3          | 9,5          | 11,5         | 13,1        | 14,4         | 14,7         | 14,6         | 14           | 12,4         | 10,7        | 8           | 11,4            |
| Température maximale moyenne (°C)     | 11            | 11,7         | 13,9         | 15,7         | 17,2        | 18,4         | 19,3         | 18,8         | 18,5         | 17,4         | 15,6        | 12,6        | 15,8            |
| Record de froid (°C) date du record   | −11,5 27/1963 | −8,5 1/1963  | −7 4/1972    | −5,5 9/1943  | 0,7 21/1951 | 0 6/1964     | 5,6 12/1960  | 4 30/1974    | −0,8 21/1942 | −5,2 11/1945 | −5 29/1936  | −8 18/1933  | −11,5 27/1/1963 |
| Record de chaleur (°C) date du record | 20,4 15/1988  | 21,3 10/1962 | 21,7 14/1988 | 23,6 25/1958 | 23 1/1963   | 25,5 20/1953 | 24,9 12/2004 | 24,3 28/2019 | 25,2 1/2014  | 23,6 8/1960  | 23,2 5/1988 | 20,8 7/1948 | 25,5 20/6/1953  |
| Ensoleillement (h)                    | 149,2         | 120,6        | 138          | 120,9        | 103,2       | 108          | 118,1        | 102          | 105,2        | 135,6        | 143,3       | 148,3       | 1 492,4         |
| Précipitations (mm)                   | 86,8          | 109,9        | 146,6        | 223,9        | 510,4       | 674,7        | 694,7        | 813,1        | 402,7        | 141,2        | 66,9        | 69,7        | 3 940,6         |
| Nombre de jours avec précipitations   | 7,9           | 8,3          | 9,8          | 12,5         | 19,3        | 19,7         | 21           | 22,6         | 16,8         | 9,2          | 6,6         | 7,4         | 161,1           |
| Humidité relative (%)                 | 80,6          | 83,4         | 81,4         | 84           | 89,2        | 89,5         | 91,1         | 92,2         | 91,3         | 86,9         | 82,4        | 80,6        | 86,1            |

| Diagramme climatique                                  |              |              |              |               |               |               |               |             |              |             |             |
| J                                                     | F            | M            | A            | M             | J             | J             | A             | S           | O            | N           | D           |
| 113,186,8                                             | 11,74,1109,9 | 13,96,1146,6 | 15,78,4223,9 | 17,210,2510,4 | 18,411,6674,7 | 19,311,6694,7 | 18,811,7813,1 | 18,511402,7 | 17,49,1141,2 | 15,67,466,9 | 12,64,669,7 |
| Moyennes : • Temp. maxi et mini °C • Précipitation mm |              |              |              |               |               |               |               |             |              |             |             |

### Végétation
En raison des grandes différences d'altitude, Alishan a une végétation très différente. Dans les plaines, il y a des forêts subtropicales, suivies de broussailles à feuilles persistantes à basse altitude. Dans les régions montagneuses, on trouve des forêts de Lithocarpus et de Litsea, suivis des forêts de conifères comme l'épicéa de Chine. Dans les régions les plus hautes, la végétation alpine domine avec des cyprès et des azalées dans la vallée de Jhongshan et ailleurs.

## Divisions administratives
Alishan est divisé en douze villages (村, Cūn) :
- Shanmei (山美村) ;
- Sinmei (新美村) ;
- Chashan (茶山村) ;
- Laiji (來吉村) ;
- Fongshan (豐山村) ;
- Leye (樂野村) ;
- Dabang (達邦村) ;
- Lijia (里佳村) ;
- Shihzih (十字村) ;
- Jhongjheng (中正村) ;
- Jhongshan (中山村) ;
- Sianglin (香林村).

## Histoire
Alishan est un territoire traditionnel du peuple Tsou, dont les riches histoires orales décrivent les migrations des ancêtres de chaque ancien clan dans la région située entre le Yu Shan et la plaine de Chianan. À l'origine, chaque clan avait sa propre colonie, la première ville multi-clanique, Tfuya, ne se formant qu'en 1600 environ. Les premières traces écrites des Tsou datent de l'occupation néerlandaise, selon laquelle Tfuya compterait environ 300 personnes en 1647. Les ethnologues ont tenté de reconstruire le développement de Tfuya, proposant que chaque étape de la migration d'un clan équivaut à trois ou quatre générations de membres de la famille.
Au moment de la domination japonaise, de 1920 à 1945, la région est classée comme terre sauvage dans le district de Kagi, préfecture de Tainan. Lorsque l'île de Taiwan est passée sous le contrôle du gouvernement national chinois en 1945, l'ancienne préfecture japonaise a été divisée en trois comtés : Tainan, Yunlin et Chiayi et Alishan rejoint celui-ci.

## Toponymie
La région d'Alishan est colonisée à l’origine par la tribu Tsou des aborigènes de Taïwan ; le nom dérive du mot aborigène Jarissang.
Après 1945, la région a été baptisée Wufong Township (吳鳳鄉), en référence au marchand chinois Wu Feng qui, à l'époque de la dynastie Qing au XVIIIe siècle, qui, selon la légende, aurait persuadé les Tsou d'abandonner d'être des chasseurs de têtes et les sacrifices. Lorsque la démocratisation complète de la vie politique à Taiwan commence à la fin des années 1980, la légende de Wu Feng est discréditée. Le destin de Wu Feng est décrit comme un exemple de « civilisation des sauvages de Taiwan » par l'élite culturelle Han. Les peuples autochtones protestent. Les militants de la démocratie taïwanaise voient en la légende instrumentalisée le règne du Kuomintang en Chine continentale sur le peuple taïwanais. De nombreuses institutions publiques nommées d'après Wu Feng ont de nouveaux noms, notamment Alishan, qui a son nom actuel le 1er mars 1989.

## Démographie
La population est principalement composée de membres du peuple aborigène Tsou et de l'ethnie chinoise Han. Dans le village de Chashan vivent aussi des membres du peuple Bunun. La plupart des Tsou ont abandonné leurs anciennes traditions religieuses et appartiennent aujourd'hui principalement à des confessions chrétiennes (catholiques, presbytériens et autres protestants).

## Économie
L'économie est principalement agricole. Auparavant, le cèdre (le cèdre blanc taïwanais, Calocedrus formosana, aujourd'hui en voie de disparition) et le bambou étaient les principaux produits agricoles. Plus tard viennent les champignons, les prunes, le thé, le raifort, les figues, les kakis et d'autres produits. Plus récemment, des produits agricoles spéciaux tels que l'ashitaba (Angelica keiskei) et des produits de la floriculture (orchidées, lys) prennent de l'importance.

## Tourisme

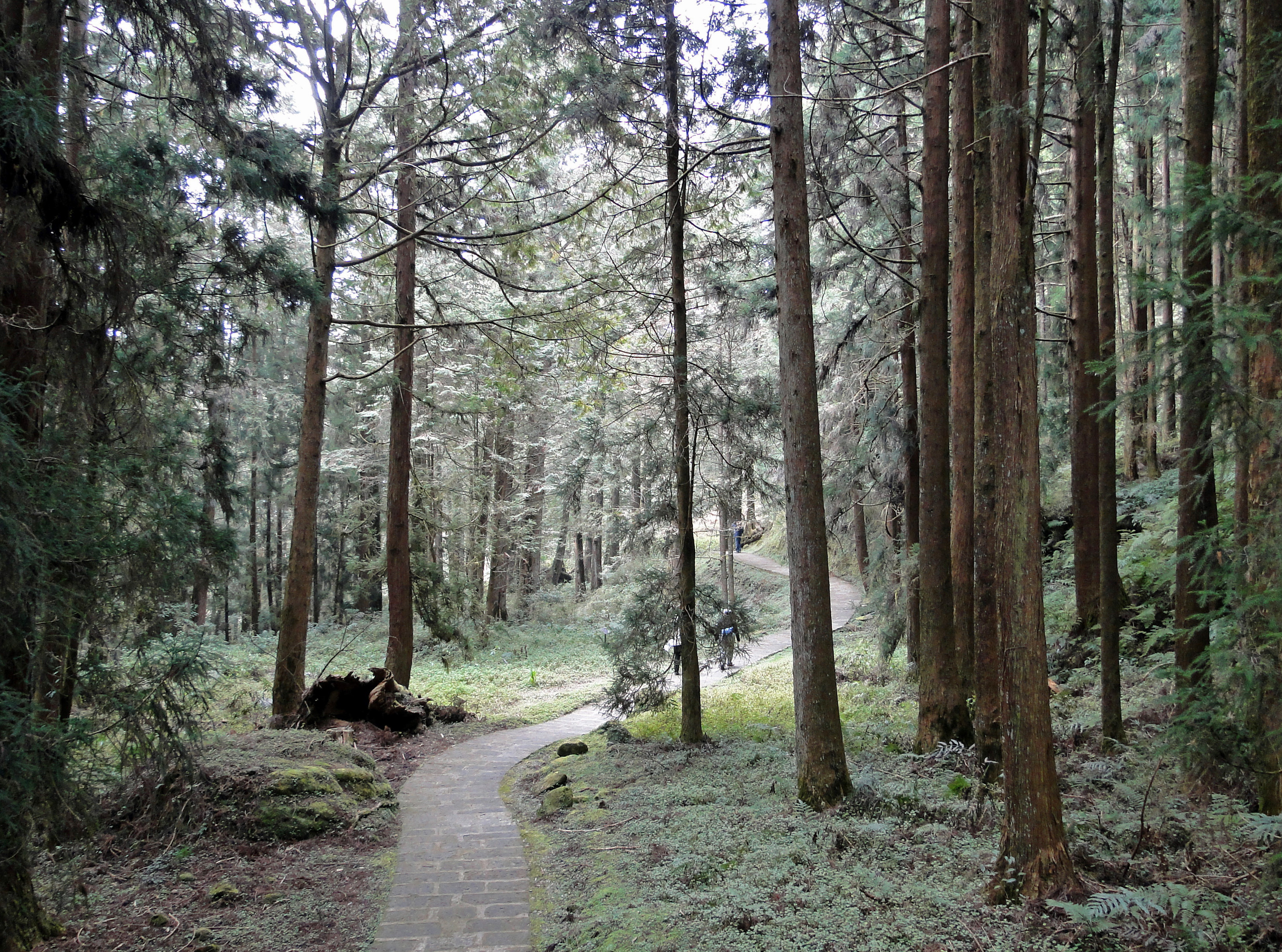
Parc forestier d'Alishan.

Alishan est une destination touristique importante en raison de ses attractions naturelles. Le Yu Shan, le plus haut sommet de Taïwan, est la principale raison des randonneurs dans les hauts plateaux de Taïwan. Le Chu Shan, bien que plus bas, est plus accessible et atteint par les visiteurs de la région, très prisée des touristes taïwanais. La région montagneuse dans laquelle se trouve Alishan a également un certain nombre de formations rocheuses remarquables provenant du soulèvement continu de l'île. La cascade Jiao Lung, la plus haute de Taïwan, est située dans le canton.
Le chemin de fer de la forêt d'Alishan, construit à l’époque de la domination japonaise pour l’enlèvement de bois, est visité par les passionnés de chemins de fer du monde entier. C'est le troisième plus haut chemin de fer du monde.
Le parc de la tribu culturelle YuYuPas Tsou présente la culture des Tsou.

## Transports
Le canton d'Alishan est accessible par le chemin de fer de la forêt d'Alishan

## Personnalités
- Francesca Kao, actrice, chanteuse et animatrice de télévision
- Shih Chih-wei, joueur de base-ball